# کوسموس ایرلاینز
کوسموس ایرلاینز (به انگلیسی: Kosmos Airlines) یک شرکت هواپیمایی است که در تاریخ ۱۹۹۵ میلادی تأسیس شده‌است. دفتر مرکزی کوسموس ایرلاینز در فرودگاه بین‌المللی ونوکووا، مسکو، روسیه واقع شده‌است و قطب این شرکت هواپیمایی در فرودگاه بین‌المللی ونوکووا قرار دارد.